# Roller Monza 1995-1996
Questa voce raccoglie le informazioni riguardanti il Roller Monza nelle competizioni ufficiali della stagione 1995-1996.

## Maglie e sponsor
Lo sponsor ufficiale per la stagione 1995-1996 fu la Gesport.
| 1ª divisa | 2ª divisa |

## Organico

### Giocatori
| N° | Naz.                 | Ruolo | Sportivo             |  |  |  |
| -- | -------------------- | ----- | -------------------- |  |  |  |
| ?  | Italia (bandiera)    | P     | Mauro Bianchi        |  |  |  |
| ?  | Italia (bandiera)    | E     | Tommaso Colamaria    |  |  |  |
| ?  | Italia (bandiera)    | E     | Franco Girardelli    |  |  |  |
| ?  | Italia (bandiera)    | E     | Alberto Michielon    |  |  |  |
| ?  | Italia (bandiera)    | E     | Alessandro Michielon |  |  |  |
| ?  | Argentina (bandiera) | E     | Carlos Alberto Ortis |  |  |  |
| ?  | Italia (bandiera)    | P     | Livio Parasuco       |  |  |  |
| ?  | Argentina (bandiera) | E     | David Paez Picon     |  |  |  |
| ?  | Italia (bandiera)    | E     | Antonio Piscitelli   |  |  |  |
| ?  | Italia (bandiera)    | E     | Dario Rigo           |  |  |  |

### Staff tecnico
- Allenatore:  Tommaso Colamaria